# Tamara Culibrk
Tamara Culibrk (* 29. November 1997 in Tampa, Florida) ist eine ehemalige US-amerikanische Tennisspielerin.

## Karriere
Culibrk spielte vorrangig bei ITF-Turnieren, wo sie auf dem ITF Women’s Circuit bislang zwei Einzel- und 12 Doppeltitel gewann.
Ihr einziges Turnier auf der WTA Tour spielte Culibrk im Jahr 2018, als sie zusammen mit ihrer Partnerin Sybille Gauvain eine Wildcard für das Hauptfeld im Damendoppel erhielt. Die beiden scheiterten aber bereits in der ersten Runde gegen Mihaela Buzărnescu und Heather Watson mit 3:6 und 3:6. 

## College Tennis
2016 bis 2021 spielte Culibrk für die Damentennismannschaft der Spartans der San José State University.

## Persönliches
Tamara besuchte die University of Nebraska Online School und machte 2021 ihren Abschluss als Bauingenieurin.